# 薩姆加耶特足球會
薩姆加耶特足球會是一支位於阿塞拜疆苏姆盖特的職業足球會，目前於阿塞拜疆足球超級聯賽角逐。

## 外部連結
- Official website